# Roberto Bonanni
Roberto Bonanni (Roma, 1º maggio 1949) è un attore italiano.

## Biografia
Cominciò la sua carriera nel cinema debuttando come il signor Proietti in Indagine su un cittadino al di sopra di ogni sospetto nel 1970. Il suo ruolo più significativo è quello di Robert in Reazione a catena, diretto da Mario Bava nel 1971. Nel 1973 partecipò alla pellicola Non ho tempo e nel 1976 lavorò nel film Donna... cosa si fa per te. Nel 1981 fu uno dei protagonisti della commedia musicale La vita comincia ogni mattina. Nel 1984 prese parte a Vacanze in America e Pianoforte. Nel 1992 partecipò ad una puntata della serie TV Beverly Hills 90210 e nel 1995 interpretò un uomo francese in Forget Paris.

## Filmografia
- Sierra Maestra, regia di Ansano Giannarelli (1969)
- Indagine su un cittadino al di sopra di ogni sospetto, regia di Elio Petri (1970)
- Reazione a catena, regia di Mario Bava (1971)
- Non ho tempo, regia di Ansano Giannarelli (1972)
- Orfeo 9, regia di Tito Schipa Jr. (1973)
- Un amore targato Forlì, regia di Riccardo Sesani (1976)
- Donna... cosa si fa per te, regia di Giuliano Biagetti (1976)
- Jocks, regia di Riccardo Sesani (1983)
- Pianoforte, regia di Francesca Comencini (1983)
- Vacanze in America, regia di Carlo Vanzina (1984)
- Claretta, regia di Pasquale Squitieri (1984)
- Beverly Hills 90210 – serie TV, episodio 3x04 (1992)
- Forget Paris, regia di Billy Crystal (1995)
- Distant Vision, regia di Francis Ford Coppola (2016)
- The French Teacher, regia di Stefania Vasconcellos (2019)